# Пико де Орисаба
Пико де Орисаба (на испански: Pico de Orizaba, на български и само Орисаба, или Ситлалтѐпетъл, от нахуатъл citlalli „звезда“ и tepetl „планина“) е най-високата планина в Мексико с височина 5700 метра, трета по височина в Северна Америка. Намира се между щатите Веракрус и Пуебла и е част от Транс-Мексиканския вулканичен пояс. Той е стратовулкан, който e спящ, но не и загаснал: най-скорошното изригване е от 1687 г.
Връх Орисаба гледа към едноименните долина и град. Местните жители, говорещи нахуатл наричат вулкана Ситлалтепетъл или „Бялата планина“.
Въпреки че Орисаба е около 75 мили навътре в сушата, западно от град Веракрус, върхът му е първата суша, която се вижда от корабите приближаващи пристанището. На четири мили отстои Сиера Негра с височина 4640 метра.
Орисаба е важна част от предиспанските култури на нахуатл говорещите ацтеки и тотонаки.
Върхът и заобикалящото го подножие са част от национален парк, привличаш много туристи целогодишно.